# Gerhard Masur
Gerhard Masur (* 17. September 1901 in Berlin; † 21. Juni 1975 in Lynchburg, Virginia, USA) war ein deutschamerikanischer Historiker.

## Leben
Masur war 1919/20 Freikorpsmitglied und nahm am Kapp-Putsch teil. Später sympathisierte er mit der Deutschen Volkspartei (DVP). Er studierte Geschichte, Germanistik, Philosophie und Kunstgeschichte an der Friedrich-Wilhelms-Universität Berlin und an der Philipps-Universität Marburg. 1925 erfolgte die Promotion bei Friedrich Meinecke in Berlin über „Rankes Begriff der Weltgeschichte“. 1930 habilitierte er sich mit einer Arbeit über den Rechtsphilosophen Friedrich Julius Stahl. 
Aufgrund seiner jüdischen Abstammung musste Masur 1935 über die Schweiz nach Kolumbien emigrieren. Von 1936 bis 1938 war Masur im kolumbianischen Bildungsministerium in Bogotá tätig. Seit 1938 lehrte er dort als Professor und Direktor der Abteilung für Philologie und Sprachen an der Escuela Normal Superior. Von dort wanderte er 1947 in die USA aus. Er lehrte bis 1966 auf einer Professur für Geschichte am Sweet Briar College in Virginia. 1965/66 nahm er eine Gastprofessur an der Freien Universität Berlin wahr. Von 1966 bis 1968 war er Gastprofessor an der University of California in Los Angeles. Masur war zeitlebens ein Vertreter der von Meinecke inspirierten Ideengeschichte.

## Werke
- Rankes Begriff der Weltgeschichte. Oldenbourg, München 1926.
- Friedrich Julius Stahl. Geschichte seines Lebens. Aufstieg und Entfaltung 1802–1840. Mittler & Sohn, Berlin 1930.
- Simón Bolívar und die Befreiung Südamerikas. Südverlag, Konstanz 1949 (zuerst amerik. Albuquerque 1948).
- Prophets of Yesterday. Studies in European Culture. 1890–1914. Macmillan, New York 1961 (dt. 1961).
- Das kaiserliche Berlin. Praeger, München 1971.
- Geschehen und Geschichte. Aufsätze und Vorträge zur europäischen Geistesgeschichte. Colloquium, Berlin 1971.
- Das ungewisse Herz. Berichte aus Berlin über die Suche nach dem Freien. Blenheim, Holyoke, Mass. 1978 (darin eine Bibliographie Masurs), ISBN 0-918288-50-9.